# Eder Lourinho
Eder Barcelos Brandão (São Gabriel da Palha, 27 de novembro de 1979), mais conhecido como Eder Lourinho, é um empresário e político brasileiro filiado ao PSD.
É deputado estadual pelo estado de Roraima, compondo a 9ª legislaturada Assembleia Legislativa de Roraima.

## Biografia
Eder Barcelos Brandão, conhecido como Eder Lourinho, foi reeleito para o segundo mandato de Deputado Estadual, em Roraima, pelo Partido Social Democrático com 4.490 votos. Antes da vida pública atuava como pecuarista e empresário do setor de hortifrutigranjeiro. Conhecedor das causas dos pequenos produtores, trabalha por melhorias e investimentos para a agricultura familiar, além de desenvolver projetos voltados à juventude.
Aos 43 anos, é evangélico, casado e pai de quatro filhos. O parlamentar é natural de São Gabriel de Palha (ES), filho de produtor rural, trabalha em Roraima há 15 anos, onde desenvolve atividades comerciais na Região Sul de Roraima e na capital, gerando emprego e renda para o Estado.

## Carreira Política
Em 2018 registrou sua candidatura pelo então Partido Trabalhista Cristão (PTC) e obteve 2.851 votos, representando 1,07% dos votos válidos. Na Assembleia Legislativa de Roraima tomou posse no dia 1º de Janeiro de 2019 para cumprir seu primeiro mandato.
Filiou-se ao Partido Social Democrático no dia 31 de março de 2022 e disputou as eleições 2022 para disputar novamente o cargo parlamentar. Ganhou com 4.490 votos, representando 1,52% dos votos válidos.

### Atuação na ALERR
No biênio 2023-2024 foi eleito como 3º Vice-presidente da mesa diretora da Casa Legislativa de Roraima, Presidente da Comissão de Meio Ambiente e Desenvolvimento Sustentável, vice-presidente da Comissão de Terras, Colonização e Zoneamento Territorial e membro de outras seis comissões técnicas.
No primeiro mandato foi presidente da Comissão de Meio Ambiente e Desenvolvimento Sustentável, vice-presidente da Comissão de Indústria, Empreendedorismo, Comércio, Turismo e Serviços, e membro de mais quatro comissões técnicas da Assembleia Legislativa.
| COMISSÃO                                                                                    | CONDIÇÃO        | PERÍODO                 |
| Comissão de Agricultura, Pecuária e Política Rural                                          | Membro          | 01/01/2023 a 31/12/2024 |
| Comissão de Cultura e Juventude                                                             | Membro          | 01/01/2023 a 31/12/2024 |
| Comissão de Terras, Colonização e Zoneamento Territorial                                    | Vice-Presidente | 01/01/2023 a 31/12/2024 |
| Comissão de Ética Parlamentar                                                               | Membro          | 01/01/2023 a 31/12/2024 |
| Comissão de Meio Ambiente e Desenvolvimento Sustentável                                     | Presidente      | 01/01/2023 a 31/12/2024 |
| Comissão de Relações Fronteiriças, MERCOSUL, de Ciência, Tecnologia, Inovação e Comunicação | Membro          | 01/01/2023 a 31/12/2024 |
| Conselho da Ordem do Mérito Legislativo                                                     | Membro          | 01/01/2023 a 31/12/2024 |
| Comissões em Conjunto                                                                       | Membro          | 01/01/2023 a 31/12/2024 |

### Matérias legislativas[4]
Eder Lourinho apresentou uma variedade de matérias legislativas ao longo de seu primeiro mandato, com destaque para um número significativo de indicações e projetos de lei. No total foram 405 matérias apresentadas na ALERR.
| Matéria Legislativa               | Quantidade |
| Projeto de Lei                    | 10         |
| Indicação                         | 44         |
| Requerimento                      | 14         |
| Proposta de Emenda à Constituição | 2          |
| Projeto de Decreto Legislativo    | 1          |
| Moção                             | 4          |

| Matéria Legislativa               | Quantidade |
| Projeto de Lei                    | 1          |
| Indicação                         | 95         |
| Requerimento                      | 1          |
| Proposta de Emenda à Constituição | 1          |
| Moção                             | 2          |

| Matéria Legislativa              | Quantidade |
| Projeto de Lei                   | 10         |
| Indicação                        | 116        |
| Requerimento                     | 3          |
| Projeto de Resolução Legislativa | 1          |
| Moção                            | 6          |
| Pedido de Informação             | 2          |

| Matéria Legislativa               | Quantidade |
| Projeto de Lei                    | 10         |
| Indicação                         | 72         |
| Proposta de Emenda à Constituição | 1          |
| Projeto de Decreto Legislativo    | 1          |
| Moção                             | 7          |
| Pedido de Informação              | 1          |